# Богданове (Голованівський район)
Богда́нове — село в Благовіщенській громаді Голованівського району Кіровоградської області України. Населення становить 571 осіб. Колишній центр Богданівської сільської ради.

## Населення
Згідно з переписом УРСР 1989 року чисельність наявного населення села становила 536 осіб, з яких 243 чоловіки та 293 жінки.
За переписом населення України 2001 року в селі мешкали 572 особи.

### Мова
Розподіл населення за рідною мовою за даними перепису 2001 року:
| Мова       | Відсоток |
| ---------- | -------- |
| українська | 96,50 %  |
| російська  | 1,93 %   |
| молдовська | 0,88 %   |
| болгарська | 0,53 %   |